# Tropinona
La tropinona es un alcaloide, sintetizado en 1917 por Robert Robinson como precursor sintético de la atropina, un bien escaso durante la Primera Guerra Mundial. La tropinona y los alcaloides cocaína y atropina comparten la misma estructura central de tropano. Su ácido conjugado correspondiente a pH 7,3, la especie principal, se conoce como tropiniumona.
Se ha encontrado tropinona en las siguientes especies de plantas: Erythroxylum coca, E. lucidum, E. monogynum y E. zambeziacum.

## Síntesis
La primera síntesis de tropinona fue realizada por Richard Willstätter en 1901. Comenzó a partir de la cicloheptanona aparentemente relacionada, pero requirió muchos pasos para introducir el puente de nitrógeno; el rendimiento general de la ruta de síntesis es solo del 0,75 %. Willstätter había sintetizado previamente cocaína a partir de tropinona, en lo que fue la primera síntesis y aclaración de la estructura de la cocaína.

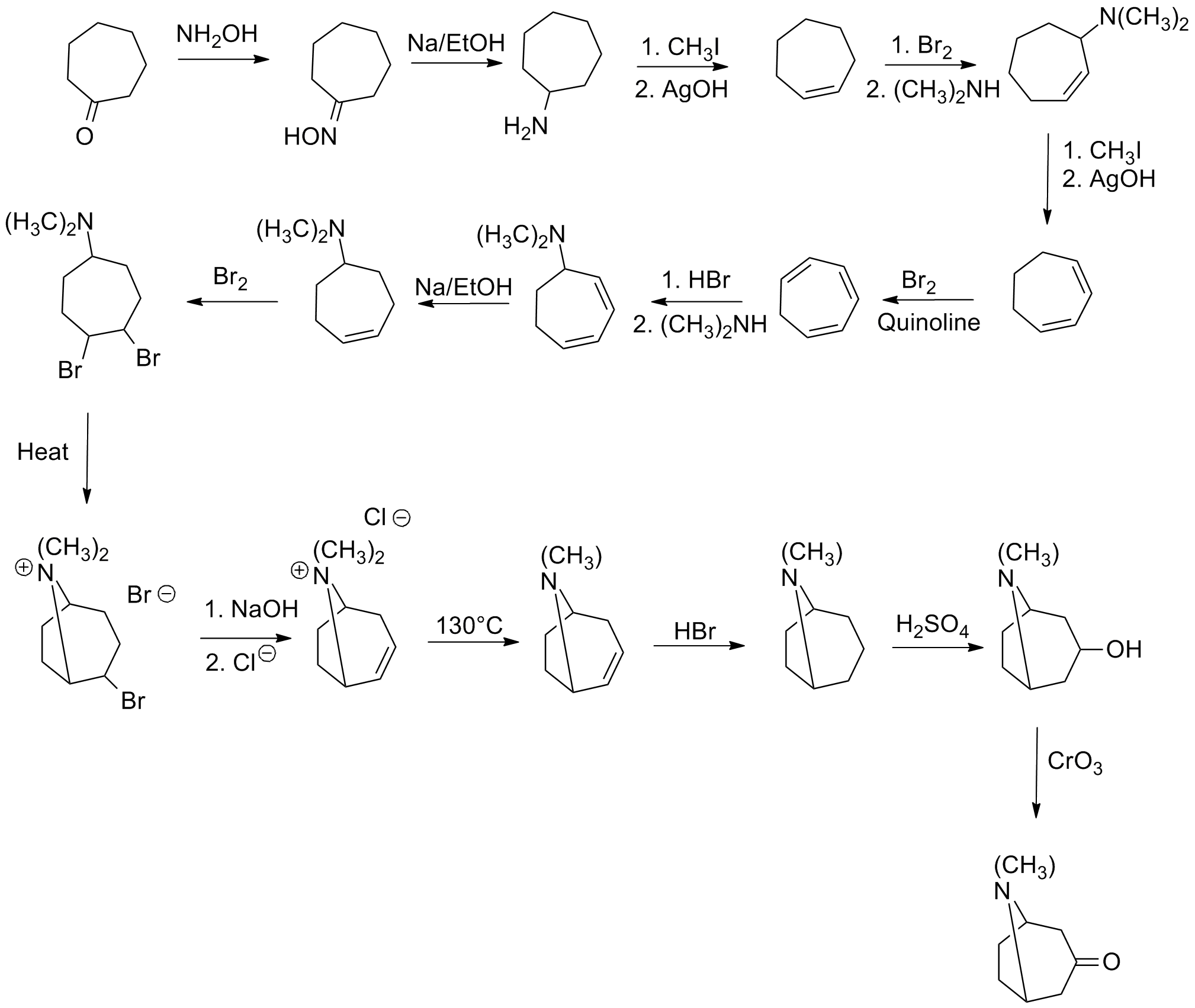
Síntesis de tropinona de Willstatter

### La reacción del 'doble Mannich' de Robinson
La síntesis de 1917 de Robinson se considera un clásico en la síntesis total debido a su simplicidad y enfoque biomimético. La tropinona es una molécula bicíclica, pero los reactivos utilizados en su preparación son bastante simples: succinaldehído, metilamina y ácido acetonadicarboxílico (o incluso acetona). La síntesis es un buen ejemplo de reacción biomimética o síntesis de tipo biogenético porque la biosíntesis utiliza los mismos componentes básicos. También demuestra una reacción en tándem en una síntesis de un solo recipiente. Además, el rendimiento de la síntesis fue del 17 % y con las mejoras posteriores superó el 90 %.
Esta reacción se describe como una 'reacción de Mannich doble' intramolecular por razones obvias. No es único en este sentido, ya que otros también lo han intentado en la síntesis de piperidina.
En lugar de acetona, el ácido acetonadicarboxílico se conoce como el 'equivalente sintético'. Los grupos de ácido 1,3-dicarboxílico se denominan 'grupos activadores' para facilitar las reacciones de formación de anillos. La sal de calcio está allí como un 'tampón', ya que se afirma que son posibles rendimientos más altos si la reacción se lleva a cabo a un 'pH fisiológico'.

### Mecanismo de reacción
Las principales características evidentes de la siguiente secuencia de reacción son:
1. Adición nucleófila de metilamina a succinaldehído, seguida de pérdida de agua para crear una imina
2. Adición intramolecular de la imina a la segunda unidad de aldehído y cierre del primer anillo
3. Reacción de Mannich intermolecular del enolato de dicarboxilato de acetona
4. Nueva formación de enolato y nueva formación de imina con pérdida de agua para
5. Segunda reacción intramolecular de Mannich y segundo cierre de anillo
6. Pérdida de 2 grupos carboxílicos a tropinona

De hecho, algunos autores han intentado retener uno de los grupos CO2H.
La CO2R-tropinona tiene 4 estereoisómeros, aunque el éster alquílico de ecgonidina correspondiente tiene solo un par de enantiómeros.

### De cicloheptanona
La deshidrogenación (oxidación) IBX de cicloheptanona (suberona) a 2,6-cicloheptadienona [1192-93-4] seguida de reacción con una amina es una forma versátil de formar tropinonas. El mecanismo evocado está claramente delineado como una doble reacción de Michael (es decir, adición conjugada).

### Reducción de tropinona
La reducción de tropinona está mediada por enzimas reductasas dependientes de NADPH, que se han caracterizado en múltiples especies de plantas. Todas estas especies de plantas contienen dos tipos de enzimas reductasas, tropinona reductasa I y tropinona reductasa II. TRI produce tropina y TRII produce pseudotropina. Debido a las diferentes características cinéticas y de pH/actividad de las enzimas y por la actividad 25 veces mayor de TRI sobre TRII, la mayor parte de la reducción de tropinona es de TRI para formar tropina.

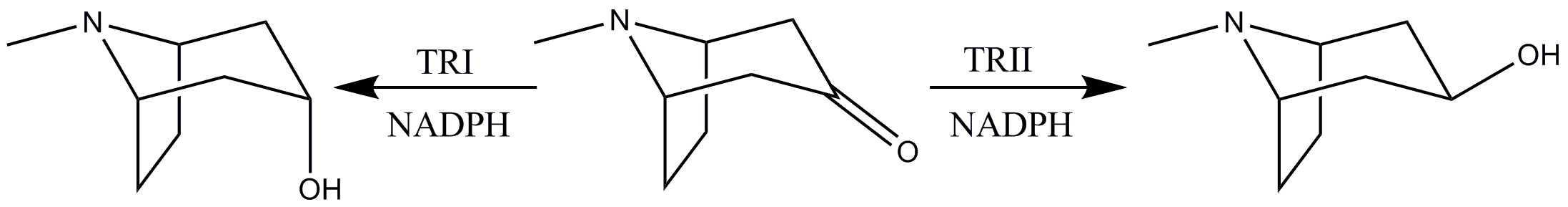
Reducción de tropinona